# S-400
S-400 – rodzina pakietów cyfrowych na tranzystorach germanowych opracowana w Instytucie Maszyn Matematycznych i produkowana przemysłowo przez ELWRO.
Wprowadzona z komputerem ZAM-21 i stosowana w komputerach drugiej generacji, urządzeniach zewnętrznych i układach automatyki.
Spełniały podobną funkcje jak układy scalone ale wykonane były z elementów dyskretnych na jednostronnej płytce drukowanej ze złączem krawędziowym.

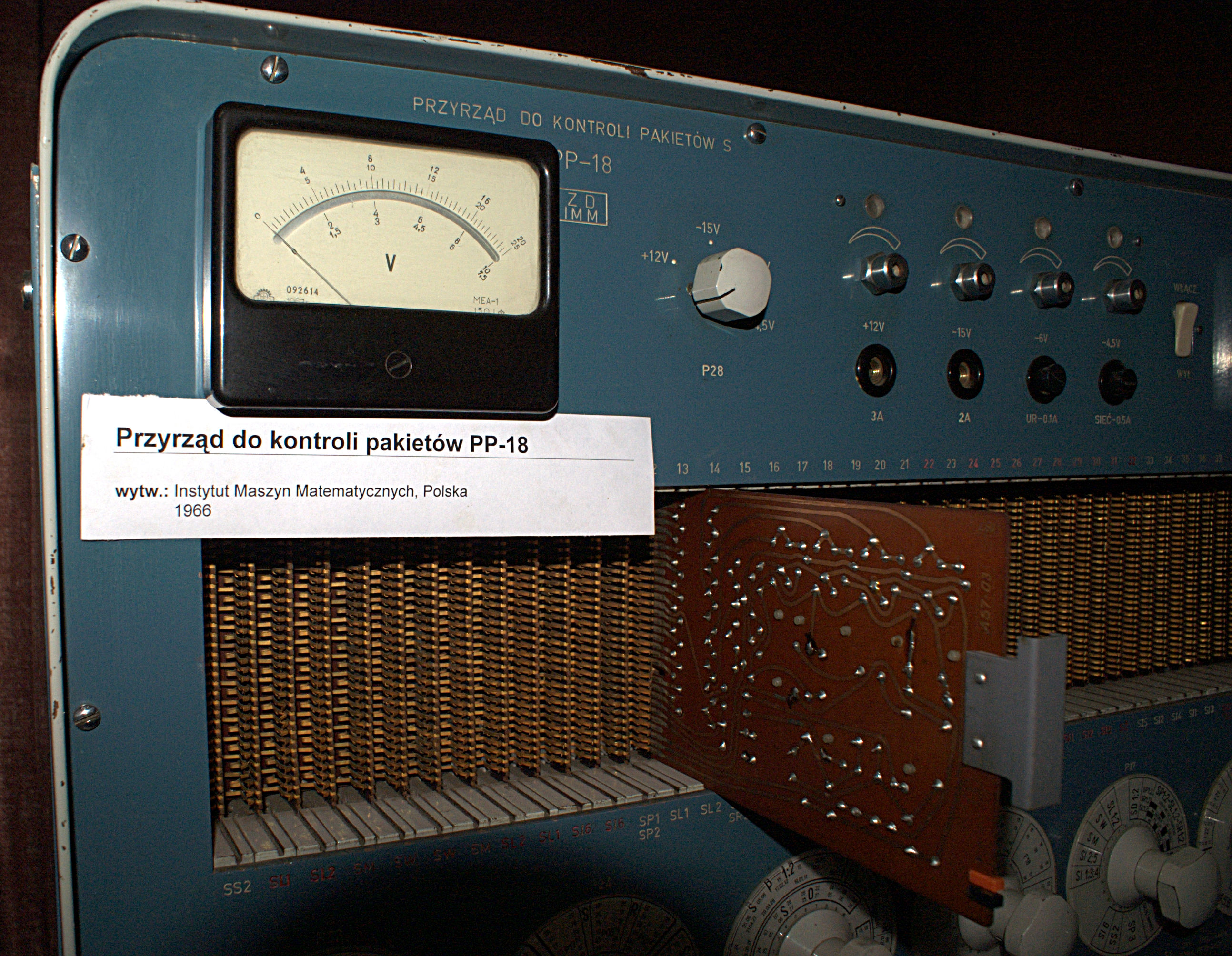
S-400 w przyrządzie do kontroli pakietów

## Organizacja
Podstawowym elementem systemu jest diodowo-tranzystorowa bramka NAND albo NOR składająca się z diodowej bramki na wejściu i tranzystorowego wzmacniacza w układzie wspólnego emitera na wyjściu.

## Dane techniczne[2][3]
- poziomy logiczne: 0 i −6V
- progi przeciwzakłóceniowe: powyżej 1 V
- czas propagacji jednego układu: 400 ns
- zakres częstotliwości: 0–400 kHz
- temperatura pracy:5–50 °C
- wilgotność: 40–85%
- odporność na wibracje: do 50 Hz i udary do 7g o częstotliwości do 3 Hz
- zasilanie: 12, −6, −15 V
- wymiary płytki drukowanej: 126,4 x 205 mm
- 32 stykowe złącze krawędziowe